# Lũ lụt Argentina năm 2013
Lũ lụt Argentina 2013  xảy ra từ ngày 1 đến ngày 3 tháng 4 năm 2013 tại khu vực đông bắc tỉnh Buenos Aires, Argentina kèm theo nhiều cơn lũ quét cướp đi ít nhất sinh mạng 59 người. Vùng đô thị La Plata bị thiệt hại nặng nhất với 51 người thiệt mạng, còn vùng Vùng đô thị Buenos Aires theo báo cáo có tám người thiệt mạng. Cơn lũ hình thành do cơn mưa cực lớn và theo các chuyên gia, đây là cơn lũ tồi tệ nhất trong lịch sử La Plata. Vào ngày 4 tháng 4, theo báo cáo 20 người vẫn đang mất tích và 1200 người phải đi sơ tán ở La Plata.
Chính phủ Argentina đã dành 3 ngày quốc tang cho các nạn nhân tính từ ngày 3 tháng 4. Vào ngày 5 tháng 4, chính phủ cũng công bố trợ cấp thiệt hại cho các nạn nhân.